# فالاریس آکواتیکا
فالاریس آکواتیکا (نام علمی: Phalaris aquatica) نام یک گونه از تیره گندمیان است.